# Hexatoma braconides
Hexatoma braconides är en tvåvingeart som först beskrevs av Günther Enderlein 1912.  Hexatoma braconides ingår i släktet Hexatoma och familjen småharkrankar.
Artens utbredningsområde är Colombia. Inga underarter finns listade i Catalogue of Life.